# Moonlight (software)
Moonlight è stato un ambiente di runtime open source sviluppato da Novell per eseguire gli applicativi RIA (Rich Internet Application) di Silverlight (Ambiente sviluppato da Microsoft). L'ambiente gira su sistemi Windows, macOS e su sistemi GNU/Linux sul quale è l'unico supporto esistente per questa tecnologia, dato che l'ambiente Silverlight non è sviluppato per sistemi GNU/Linux.
Si trattava di un progetto open-source mentre i codec che il software utilizza per la riproduzione di audio e video erano proprietari.
Moonlight non è più sviluppato da dicembre 2011 a causa di alcune modifiche apportate da Microsoft a Silverlight che hanno di fatto eliminato ogni possibile supporto multi-piattaforma.

## Controversie
Essendo Silverlight un progetto proprietario, Novell fu costretta a basarsi sulle sole parti rilasciate come standard dal progetto della Microsoft, le altre parti furono ricostruite grazie ad un lavoro di ingegneria inversa. Nonostante il pericolo di violazione dei brevetti, Microsoft ha sempre promesso di non denunciare Novell per questo progetto.